# Les Bréseux
Les Bréseux ist eine französische Gemeinde mit 487 Einwohnern (Stand: 1. Januar 2022) im Département Doubs in der Region Bourgogne-Franche-Comté.

## Geographie
Les Bréseux liegt auf 750 m, zwei Kilometer nördlich von Maîche und etwa 28 Kilometer südlich der Stadt Montbéliard (Luftlinie). Das Dorf erstreckt sich im Jura, in einer Mulde am Nordfuß des Mont Miroir, am Rand des Hochplateaus von Maîche. Das Gemeindegebiet gehört zum Regionalen Naturpark Doubs-Horloger.
Die Fläche des 7,37 km² großen Gemeindegebiets umfasst einen Abschnitt des französischen Juras. Der südliche Teil des Gebietes wird von der Mulde von Les Bréseux eingenommen. Diese gehört topographisch zum Einzugsgebiet des Dessoubre, besitzt aber kein oberirdisches Fließgewässer, weil das Niederschlagswasser im verkarsteten Untergrund versickert. Die fast ein Kilometer breite Mulde öffnet sich gegen Westen zum Tal des Dessoubre. Sie wird im Süden von den Höhen des Mont Miroir flankiert, an dem mit 910 m die höchste Erhebung von Les Bréseux erreicht wird. Auf ihrer Nordseite wird die Mulde vom breiten Höhenrücken von Bourbet gesäumt (bis 850 m), der teils mit Wies- und Weideland, teils mit Wald bestanden ist. Dieser Höhenrücken fällt verschiedenenorts mit markanten Kalkfelswänden (Aussichtspunkt Rochers du Bourbet) zum tief eingeschnittenen Dessoubre-Tal ab, wobei die nördliche Gemeindegrenze meist entlang dem Steilhang, teils auch oberhalb des Steilabfalls verläuft.
Zu Les Bréseux gehören neben dem eigentlichen Ortskern auch verschiedene Weiler und Einzelhöfe, darunter:
- Mont Janson (775 m) auf der Höhe nördlich der Mulde von Les Bréseux
- Le Bourbet (776 m) auf der Höhe des Bourbet

Nachbargemeinden von Les Bréseux sind Fleurey, Saint-Hippolyte und Montandon im Norden, Thiébouhans im Osten, Maîche im Süden sowie Mancenans-Lizerne und Orgeans-Blanchefontaine im Westen.

## Sehenswürdigkeiten
Die Kirche Saint-Michel wurde 1819 an der Stelle einer Kapelle aus dem frühen 17. Jahrhundert errichtet. Sie besitzt unter anderem bedeutende Glasmalereien von Alfred Manessier (1948–50).
|  |  |

## Bevölkerung
| Jahr                       | 1962 | 1968 | 1975 | 1982 | 1990 | 1999 | 2016 |
| Einwohner                  | 241  | 255  | 264  | 294  | 369  | 404  | 483  |
| Quellen: Cassini und INSEE |      |      |      |      |      |      |      |

Mit 487 Einwohnern (Stand 1. Januar 2022) gehört Les Bréseux zu den kleinen Gemeinden des Départements Doubs. Nachdem die Einwohnerzahl in der ersten Hälfte des 20. Jahrhunderts deutlich abgenommen hatte (1901 wurden noch 387 Personen gezählt), wurde seit Mitte der 1970er Jahre wieder ein kontinuierliches Bevölkerungswachstum verzeichnet.

## Wirtschaft und Infrastruktur
Les Bréseux war bis weit ins 20. Jahrhundert hinein ein vorwiegend durch die Landwirtschaft (Viehzucht und Milchwirtschaft) und die Forstwirtschaft geprägtes Dorf. Daneben gibt es heute verschiedene Betriebe des lokalen Kleingewerbes. Viele Erwerbstätige sind auch Wegpendler, die in den umliegenden größeren Ortschaften ihrer Arbeit nachgehen.
Die Ortschaft ist verkehrstechnisch gut erschlossen. Sie liegt an der Hauptstraße D437, die von Montbéliard via Maîche nach Morteau führt. Weitere Straßenverbindungen bestehen mit Mancenans-Lizerne und Thiébouhans.